# Polityka „zubożania sąsiada”
Polityka „zubożania sąsiada” – wywołana jest przez ekspansywny eksport. Ogólnie nazywamy tak sytuację, gdy import danego kraju (eksport reszty świata) zmniejsza się. Eksport jednego kraju jest importem jego partnera. Poprzez eksport napędzana jest koniunktura w jednym kraju, ale w wyniku tego u sąsiada następuje spadek sprzedaży jego towarów na jego wewnętrznym rynku, co prowadzi do recesji i bezrobocia. Taka polityka związana jest z wprowadzeniem przez inne państwa posunięć odwetowych np.:
1. ograniczenie importu
2. forsowanie eksportu

Przy prowadzeniu polityki „zubożania sąsiada” następuje sytuacja, gdy transmisja efektów polityki jednego kraju do drugiego ma w większym stopniu charakter negatywny niż pozytywny. Oznacza to, że występuje negatywny makroekonomiczny efekt zewnętrzny.
Przykłady „zubożania sąsiada”:
1. prywatne lub publiczne działania zwiększające zanieczyszczenie
2. dewaluacja lub inne posunięcia protekcjonistyczne